# 小行星13280
小行星13280（13280 Christihaas）是一颗绕太阳运转的小行星，为主小行星带小行星。该小行星于1998年8月17日发现。

## 轨道参数
小行星13280的轨道半长轴为2.3321883 UA，离心率为0.071。